# Ñeembucú

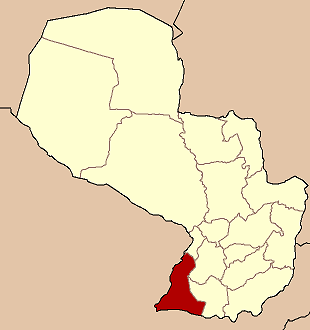
Departementets läge.

Departementets flagga.

Departementet Ñeembucú (Departamento de Ñeembucú) är ett av Paraguays 17 departement.

## Geografi
Ñeembucú har en yta på cirka 12 147 km² med cirka 76 500 invånare. Befolkningstätheten är 6 invånare/km². Departementet ligger i Región Oriental (Östra regionen).
Huvudorten är Pilar med cirka 24 000 invånare.

## Förvaltning
Distriktet förvaltas av en Gobernador och har ordningsnummer 12, ISO 3166-2-koden är "PY-12".
Departementet är underdelad i 16 distritos (distrikt):
- Alberdi
- Cerrito
- Desmochado
- General José Eduvigis Díaz
- Guazú Cuá
- Humaitá
- Isla Umbú
- Laureles
- Mayor José J. Martinez
- Paso de Patria
- Pilar
- San Juan Bautista del Ñeembucú
- Tacuaras
- Villa Franca
- Villalbín
- Villa Oliva

Distrikten är sedan underdelade i municipios (kommuner).